# Salam

Salām (arabisk: سَلَام) er et af de arabiske ord for fred. Samtidig er det en hilsen (udtrykket lyder egentlig: Assalamu aleykum (arabisk: ٱلسَّلَامُ عَلَيْكُمْ), som muslimer (og i øvrigt alle i arabisktalende, persisktalende og tyrkisktalende lande), udtaler, hver gang de mødes, og som betyder "Fred være med jer". I daglig tale blot Salam. Et langtrukkent salaaam er parallelt til det danske heeeej i betydningen 'hvor er det lang tid siden'.
Der findes andre varianter af samme hilsen:
- Assalamu 'Aleylikum Wa Rahmatullah, som betyder "måtte Allahs fred og nåde være med jer".
- Assalamu Aleylikum Wa Rahmatullahi Wa Barakatuh, som betyder "måtte Allahs fred, nåde og velsignelse være med jer".

De sidstnævnte udtryk bruges ikke i dagligt sprog som indledende hilsen – der hører de mest til ved højtidelige lejligheder i forbindelse med religionen eller familieoverhovedet. Dog høres Aleylikum Assalamu Wa Rahmatullahi Wa Barakatuh ofte som et hjerteligt svar på en hilsen.

## Andre stavemåder
- Assalamo alaikum
- Assalamu aleikum
- Salaam
- Selam aleyküm (tyrkisk)
- Selam (tyrkisk for "hej")

Den hebræiske udgave af denne hilsen lyder: shalom aleichem